# Баррейро, Франсиско Диас
Франсиско Диас Баррейро (исп. Francisco Díaz Barreiro; 4 декабря 1914, Камагуэй, Куба — 1986, Куба) — кубинский учёный-агроном, растениевод, историк науки, член Академии Наук Кубы и Высшего научного совета сельскохозяйственной секции АН Кубы.

## Биография
Родился Франсиско Баррейро 4 декабря 1914 года в Камагуэе.
В середине 1930-х годов поступил в Школу сельскохозяйственной инженерии и сахарной промышленности Гаванского университета, который окончил в 1940 году. После окончания кубинского университета, устроился на работу в трёх государствах — Венесуэле, Кубе и США в сахарной промышленности.
В 1940—1946 годах был членом исполнительного комитета Провинциальной федерации трудящихся Камагуэя и руководства Антифашистского комитета, генеральным секретарём Ассоциации рабочей прессы, директором газеты El Minero и главным редактором Diario El Bayardo. В 1945 году он вступил в Народно-социалистическую партию, к которой принадлежал до объявления её вне закона.
В середине 1946 года был назначен главой отдела Юридического бюро Конфедерации трудящихся Кубы, в 1947 году — заместителем казначея последнего исполнительного комитета Национальной федерации трудящихся сахарной промышленности, возглавляемой профсоюзным лидером Хесусом Менендесом. Во время борьбы с диктатурой Фульхенсио Батисты сотрудничал с «Движением 26 июля».
После победы Кубинской революции присоединился к Национально-революционному ополчению и Комитетам защиты революции, принимал активное участие в мероприятиях по национализации сахарных заводов и латифундий на Кубе. В начале 1960-х годов основал институт по исследованию сахарного тростника, который распахнул свои двери в 1964 году и Баррейро возглавил его, одновременно с этим он возглавил и музей истории наук имени К. Х. Финлея. Данные заведения он возглавит до самой смерти.
Скончался в 1986 году на Кубе.

## Научные работы
Основные научные работы посвящены биологии, селекции и агротехники сахарного тростника, разработке мероприятий, способствующих развитию сахарной промышленности Кубы.
- 1977 — Исследовал очерк жизнедеятельности А. Р. Вильдеса, положивший начало изучению агротехники сахарного тростника на Кубе.
- Занимался историей науки Кубы.
- Исследовал очерки жизнедеятельности Н. И. Вавилова и некоторых других учёных.

## Членство в обществах
- 1967—86 — Иностранный член ВАСХНИЛ.